# Canning River (Alaska)
Der Canning River ist ein rund 200 Kilometer langer Zufluss der Beaufortsee in der North Slope im Norden des US-Bundesstaats Alaska.

## Verlauf
Sein Quellgebiet liegt in den Franklin Mountains, einem Gebirgszug der Brookskette. Der Oberlauf des Canning Rivers verläuft für etwa 25 Kilometer westwärts und wendet sich dann nach Norden. Mittel- und Unterlauf bilden die westliche Grenze des Arctic National Wildlife Refuges. Der Canning River mündet in einem Flussdelta in der Küstenebene der North Slope in die Camden Bay der Beaufortsee.

## Einzugsgebiet
Das etwa 6440 km² große Einzugsgebiet des Canning River grenzt im Südosten an die Einzugsgebiete von Sadlerochit River und Hulahula River, im Süden an das des East Fork Chandalar River, im Südwesten an das des Sagavanirktok River sowie im Westen an das des Shaviovik River.

## Namensgebung
Benannt wurde der Fluss 1826 nach George Canning, einem britischen Politiker. Der ursprüngliche Name der Eskimos war Kogruak, was so viel wie „alter Fluss“ bedeutet.

## Naturschutz
Das Gebiet am Unterlauf des Canning River wurde von 1906 bis 1914 vom Geologen Ernest de Koven Leffingwell (1875–1971) intensiv  erforscht.
Der Fluss war Bestandteil der Kontroverse um Ölbohrungen im Arctic Refuge.